# 37 Geminorum
37 Geminorum è una stella simile al Sole situata nella costellazione dei Gemelli, circa tre gradi a est della luminosa stella Epsilon Geminorum (Mebsuta). La magnitudine apparente di 37 Geminorum è 5,74, che la rende visibile ad occhio nudo in una notte buia e lontano dai centri abitati. Si trova a una distanza di 57 anni luce dal sistema solare.

## Caratteristiche
37 Geminorum è una stella nana gialla come il Sole di tipo spettrale G0 V. La sua età è stata stimata in circa 5,5 miliardi di anni e il suo periodo di rotazione è di 25 giorni, poco minore del periodo di rotazione del Sole. È leggermente più grande e più massiccia del Sole e ha una minore abbondanza di elementi pesanti, la sua metallicità è infatti del 56% di quella solare. 37 Geminorum irradia 1,3 volte la luminosità del Sole dalla sua fotosfera la cui temperatura efficace è di 6.060 K.
Il centro della zona abitabile della stella si trova a una distanza di 1,32 UA, tuttavia al 2024 non è stato ancora scoperto nessun pianeta extrasolare orbitare attorno alla stella.
Il 3 settembre 2001 è stato inviato dal METI un messaggio denominato "Teen Age Message" verso 37 Geminorum; il messaggio, inviato dal radiotelescopio RT-70 situato nella città di Yevpatoria, arriverà nel 2057.
Data la sua somiglianza con il Sole e la sua relativa vicinanza, 37 Geminorum è stata inserita nell'HabCat, un catalogo di sistemi stellari potenzialmente forniti di pianeti abitabili.